# Großer Preis von Lemberg

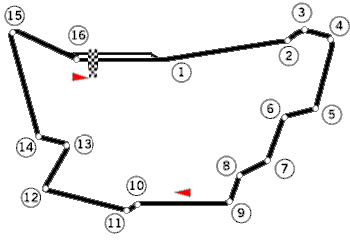
Streckengrafik

Der Große Preis von Lemberg war eine Automobilrennsportveranstaltung, die zwischen 1930 und 1933 insgesamt viermal vom Małopolski Klub Automobilowy (Kleinpolnischer Automobilklub) in Lwiw in der damaligen Woiwodschaft Lwów in Polen ausgetragen wurde.

## Geschichte
Nachdem der Große Preis von Lemberg bei seiner ersten Auflage im Jahr 1930 nur von regionaler Bedeutung war, lockte er bereits im folgenden Jahr prominente Herrenfahrer aus dem Deutschen Reich an. 1932 und 1933 wurden mit Voiturettes und Grand-Prix-Wagen zwei unterschiedliche Fahrzeugkategorien gewertet.
Das für den 5. Juni 1934 geplante Rennen wurde aus finanziellen Gründen abgesagt. Ein Versuch im Jahr 1937, den Grand Prix als Sportwagenrennen wiederzubeleben scheiterte.

## Strecke
Die befahrene Strecke war ein enger Straßenkurs durch die Innenstadt Lembergs gesäumt von Häusern, Laternenmasten und Bäumen. Sie war gespickt mit scharfen Kurven, teilweise gepflasterten, rutschigen Untergründen und Übergängen über Straßenbahnschienen. Die gefährlichsten Abschnitte waren mit Sandsäcken abgesichert. Zusätzlich standen zur Streckenabsicherung sieben Streckenposten und neun Telefone zur Verfügung.
Die Start-Ziel-Gerade lag auf der Pełczyńska-Straße. Nach etwa 600 Metern bog die Strecke in einer doppelten Rechtskurve auf den Świętej-Zofii-Platz, führte dann bergauf über die Stryjska-Straße, bog auf die Kadecka-Straße ab und führte wieder bergab. Nach einer scharfen Kurve bog sie von dort aus zurück auf die Pełczyńska-Straße. Die komplette Strecke hatte eine Länge von 3041 m. Der Höhenunterschied betrug 55 m.

## Ergebnisse
| Auflage | Datum             | Klasse             | Sieger                           | Zweiter                            | Dritter                              | Pole-Position                    | Schnellste Rennrunde             |
| ------- | ----------------- | ------------------ | -------------------------------- | ---------------------------------- | ------------------------------------ | -------------------------------- | -------------------------------- |
| I       | 8. September 1930 | GP                 | Henryk Liefeldt (Austro-Daimler) | Maurycy Potocki (Bugatti)          | Jan Ripper (Bugatti)                 | Henryk Liefeldt (Austro-Daimler) | Henryk Liefeldt (Austro-Daimler) |
| II      | 7. Juni 1931      | GP                 | Hans Stuck (Mercedes-Benz)       | Maximilian zu Hardegg (Bugatti)    | Stanisław Hołuj (Bugatti)            | Hans Stuck (Mercedes-Benz)       | Hans Stuck (Mercedes-Benz)       |
| III     | 19. Juni 1932     | VO (bis 1500 cm³)  | László Hartmann (Bugatti)        | Jan Ripper (Bugatti)               | Stanisław Hołuj (Bugatti)            | Hans Stuck (Mercedes-Benz) 1     | Rudolf Caracciola (Alfa Romeo) 1 |
| III     | 19. Juni 1932     | GP (über 1500 cm³) | Rudolf Caracciola (Alfa Romeo)   | Albert Broschek (Mercedes-Benz)    | nur zwei Starter erreichten das Ziel | Hans Stuck (Mercedes-Benz) 1     | Rudolf Caracciola (Alfa Romeo) 1 |
| IV      | 11. Juni 1933     | VO (bis 1500 cm³)  | Pierre Veyron (Bugatti)          | Ernst Günther Burggaller (Bugatti) | Guido Landi (Maserati)               | Jan Ripper (Bugatti)             | unbekannt                        |
| IV      | 11. Juni 1933     | GP (über 1500 cm³) | Eugen Bjørnstad (Alfa Romeo)     | Per Viktor Widengren (Alfa Romeo)  | nur zwei Starter erreichten das Ziel | Eugen Björnstad (Alfa Romeo)     | Jan Kubiček (Bugatti)            |

| Legende   | Legende                                                                                              | Legende                                                     |
| Abkürzung | Klasse                                                                                               | Kommentar                                                   |
| --------- | --- | ----------------------------------------------------------- |
| F1        | Formel 1                                                                                             | Formel-1-Weltmeisterschaft ab 1950                          |
| F2        | Formel 2                                                                                             |                                                             |
| FL        | Formula libre                                                                                        | Fahrzeugklasse in der Regel vom Veranstalter ausgeschrieben |
| SW        | Sportwagen                                                                                           |                                                             |
| TW        | Tourenwagen                                                                                          |                                                             |
| GP        | Grand-Prix-Fahrzeuge                                                                                 |                                                             |
|           | ↓ Durchgehende graue Linien zeigen an, wann in der Geschichte auf einem neuen Kurs gefahren wurde. ↓ |                                                             |
|           | |                                                             |
|           | Einträge mit hellrotem Hintergrund waren keine Läufe zur Automobil- bzw. Formel-1-Weltmeisterschaft. |                                                             |
|           | Einträge mit gelbem Hintergrund waren Läufe zur Europameisterschaft.                                 |                                                             |